# Новосёлковский сельсовет (Пуховичский район)
Новосёлковский сельсовет (белор. Навасёлкаўскі сельсавет) — административная единица на территории Пуховичского района Минской области Республики Беларусь. Административный центр — агрогородок Новосёлки.

## История
Новосёлковский сельский Совет крестьянских депутатов с центром в д. Новосёлки был образован в составе Новосёлковской волости Игуменского уезда в ноябре 1917 года.
Названия:
- с ноября 1917 — Новосёлковский сельский Совет крестьянских депутатов
- с января 1918 — Новосёлковский сельский Совет рабочих, солдатских и крестьянских депутатов
- с февраля 1918 — Новосёлковский сельский Совет рабочих, крестьянских и красноармейских депутатов
- с декабря 1936 — Новосёлковский сельский Совет депутатов трудящихся[1]
- с 7.10.1977 — Новосёлковский сельский Совет народных депутатов
- с 6.10.1994 — Новосёлковский сельский Совет депутатов.

Административная подчинённость:
- с ноября 1917 — в Новосёлковской волости Игуменского[2] уезда
- с июля 1924 — в Пуховичском районе[1].

В 2006 году в состав Новосёлковского сельсовета включены населённые пункты упразднённого Горелецкого сельсовета — Горелец, Липники, Липск, Песчанка, Птичанская, Ржище, Янка Купала.
8 сентября 2017 года деревни Ковалёво и Сеножатки упразднены, территория включена в городскую черту Марьиной Горки.

## Состав
Новосёлковский сельсовет включает 28 населённых пунктов:
- Антоново — деревня.
- Бор — агрогородок.
- Вендеж — деревня.
- Горелец — агрогородок.
- Городок — деревня.
- Гряда — деревня.
- Дайнова — деревня.
- Загай — деревня.
- Купалье — деревня.
- Липники — деревня.
- Липск — деревня.
- Люти — деревня.
- Лядцо — деревня.
- Марьино — посёлок.
- Михайлово — деревня.
- Новосёлки — агрогородок.
- Озёрный — хутор.
- Песчанка — деревня.
- Подвилье — деревня.
- Птичанская — деревня.
- Ржище — деревня.
- Скрыль — деревня.
- Скрыль-Слобода — деревня.
- Хотешево — деревня.
- Янка Купала — посёлок.
- Ясное — деревня.

Упразднённые населённые пункты:
- Ковалёво — деревня[4].
- Сеножатки — деревня[4].

## Культура
- Отдел музея «Партизанская слава» в деревне Горелец — филиал государственного учреждения «Пуховичский районный краеведческий музей» с картинной галереей[5].